# Музыка Молдовы
Музыка Молдовы — музыка Молдавского княжества, позднее Бессарабии и запрутской Молдовы, Молдавской АССР, Молдавской ССР, современной Молдовы. Молдавская музыка берёт начало из народного музыкального творчества, отличающегося самобытностью и богатством жанров и форм. Она прошла длительный путь развития из народных мотивов к светской, академической и современной музыке различных стилей и направлений.

## История
Самобытный музыкальный молдавский фольклор складывался на протяжении веков в тесной взаимосвязи с музыкальным творчеством народов Центральной Европы и Балкан: русин, украинцев, турок, а также румын и венгров.
Народные песни обычно одноголосны. Наиболее древними являются трудовые и обрядовые песни: колядки, застольные, свадебные плачи, похоронные. Особое место в молдавской музыке принадлежит дойнам — лирическим народным песням, возникшим в эпоху раннего феодализма, и колиндам — обрядовым песням, родственным славянским колядкам.
Молдавское княжество долгое время находилось в зависимости от Османской империи, что отразилось турецким влиянием на молдавскую музыку. Так в XVII веке в придворных празднествах участвовали духовые оркестры — метерхане или тубулхане. При дворе играли и оркестры молдавских народных инструментов — тарафы, исполняющие лэутарскую музыку.  Выступления комедиантов и мэскэричей (скоморохов) сопровождались игрой на музыкальных инструментах. Светская музыка была представлена профессиональными музыкантами и певцами лэутарами.
Господарь Дмитрий Кантемир является автором трактата «Книга науки музыки по литературной манере» (тур. Kitâbu 'Ilmi'l-Mûsikí alâ Vechi'l-Hurûfât), считающегося теоретической основой турецкой музыки, и содержащей записи около 350 турецких музыкальных произведений, многие из которых сохранились только в этом труде.
Средневековая молдавская музыка развивалась на основе устной традиции, однако в XIX веке наметился переход к письменной традиции, начали развиваться новые светские жанры в композиторском творчестве. В запрутской Молдове по инициативе Елены Асаки и её мужа Георге был создан первый музыкальный институт — Филармонико-драматическая консерватория (1836). Просуществовала консерватория два года. Её учащимися и актёрами-любителями была поставлена на молдавском языке опера Беллини «Норма».

### Бессарабия в составе России
После вхождения Бессарабии в состав России в регион начала проникать русская и западноевропейская музыкальная культура. Проходили гастроли зарубежных оперных и опереточных трупп, вокалистов и инструменталистов, среди которых такие знаменитости, как Ференц Лист и Роберт Шуман. Распространению современной музыки в Бессарабии способствовали русские военные оркестры. Организовываются концерты и театрально-музыкальные представления, строятся театральные и концертные залы, открываются музыкальные учебные заведения.
Ещё с конца XVIII века молдавские народные мелодии начали привлекать русских и западноевропейских композиторов. Мотивы молдавских мелодий использовали в своих произведениях О. А. Козловский, Б. Ромберг, М. И. Глинка (музыка к драме Бахтурина «Цыганка из Молдавии»), А. Н. Верстовский и др. Русский военный капельмейстер Ф. Ружицкий в 1834 году издал обработки молдавских народных мелодий, а в 1854 году во Львове был издан сборник молдавских народных напевов К. Микули. Одним из зачинателей молдавской профессиональной музыки был композитор и хормейстер Г. В. Музическу.
В 1820—50-х гг. в аристократических салонах и домах кишинёвской интеллигенции устраивались любительские концерты. Большой популярностью пользовались выступления оркестра лэутаров боярина Варфоломея и музыкальные вечера коллежского асессора З. Ралли. Первые музыкально-театральные представления прошли ок. 1820 года, оперные спектакли — около 1833 года. В Бессарабии гастролировали иностранные оперные труппы (Фриша, Барбиери и др.), а также русские театральные коллективы (Бабанина, Брумицкого, Гагарина, Ерохина, Рыкановского и др.), в репертуаре которых были оперы «Аскольдова могила» и «Пан Твардовский» А. Н. Верстовского, «Жизнь за царя» и «Руслан и Людмила» М. И. Глинки, «Калиф Багдадский» Ф. Буальдье, «Фаворитка» Г. Доницетти, «Фра-Дьяволо» Д. Обера, «Несчастье от кареты» В. А. Пашкевича, «Жар-птица» К. Кавоса и Ф. Антонолини.
Во второй половине XIX века оживляется музыкальная жизнь не только Кишинёва, но и Бендер, Бельц и других городов. В Бессарабии выступали А. Г. Рубинштейн, скрипачи Г. Венявский и П. Сарасате, виолончелист К. Ю. Давыдов, певица Е. А. Ларовская, хоры Г. В. Музическу и Д. Славянского.
Много концертировали местные музыканты — скрипачи К. П. Гулак-Артемовский, П. И. Шумский и др., лэутары Г. Пэун, К. Парно, Янку Пержа, ученик Листа А. Хлебовский, выпускники Петербургской консерватории П. И. Каховский и В. П. Гутор, выпускник Венской консерватории М. Г. Шильдкрет (1867—1941). В 1880 году было создано общество любителей музыки «Гармония».
В конце XIX — начале XX вв. Кишинёв стал одним из крупнейших культурных центров юга Российской империи. В городе гастролировали выдающиеся исполнители Л. С. Ауэр, И. Гофман, А. И. Зилоти, А. В. Нежданова, С. В. Рахманинов, А. Н. Скрябин, Л. В. Собинов, Я. Хейфец, Ф. И. Шаляпин и др. В 1893 году открылась музыкальная школа В. П. Гутора, просуществовавшая недолгое время, вновь открытая только в 1900 году и проработавшая после этого в течение 7 лет. В 1899 году по инициативе композитора В. Ребикова общество «Гармония» было преобразовано в Кишинёвское отделение Русского музыкального общества. При нём в 1900 году было образовано музыкальное училище. В 1902 году была открыта школа пения. Её руководителем стал композитор К. Ф. Хршановский.
В музыкальных учебных заведениях Кишинёва получили образование хоровые дирижёры М. А. Березовский и А. Фрунзе, певцы П. Д. Алексеев, Л. О. Бабич, Е. В. Лучезарская, композиторы Е. К. Кока и Ш. Няга. Многие уроженцы Бессарабии получили образование в Москве, Петербурге и Яссах. В приднестровском селе Выхватинцы родился известный российский композитор А. Г. Рубинштейн, а российский педагог А. Б. Гольденвейзер был родом из Кишинёва. С Бессарабией связана деятельность певцов А. П. Антоновского, Г. Д. Афанасиу, Л. Я. Липковской.

### Бессарабия в составе Румынии
Музыкальная культура Бессарабии в межвоенный период развивалась в сложных условиях. Многие музыканты были вынуждены покинуть край для получения образования. Так уехали Ш. Няга, М. Чеботарь, Ш. Б. Аранов.
Плодотворной была деятельность Г. А. Яцентковского, И. Л. Дайлиса, Ю. М. Гуза, К. Ф. Храшановского, М. А. Березовского, М. К. Бырки, А. В. Яковлева. Развивалась культура хорового пения, выступали церковные, школьные и рабочие хоры. Молдавскими певцами А. П. Антоновским, Н. И. Нагачевским, М. Ф. Златовой, дирижёром И. Б. Бейном осуществлялись попытки создать в Кишинёве оперный театр, однако без государственных субсидий театр не смог продолжить работу. В Бессарабии не было постоянного симфонического оркестра, но существовал симфонический оркестр первой мужской гимназии под руководством дирижёра Ф. В. Лужанского. При Кишинёвском мужском реальном училище работал оркестр балалаечников под руководством З. Д. Поросеча, основанный ещё в 1907 году.
В румынский период композиторами Е. К. Кокой, М. К. Быркой и К. Н. Златовым были созданы значимые произведения различных жанров.

### Молдавская АССР
После создания МАССР в республике было основано много самодеятельных танцевальных и драматических кружков, духовых оркестров, ансамблей молдавских и русских народных инструментов. В Балте в 1928 году была создана Молдавская музыкальная капелла под руководством М. А. Кафтанати. В 1930 году в Тирасполе была организована капелла «Дойна», национальный репертуар которой в значительной мере состоял из обработок молдавских народных песен Н. Н. Вилинского и его учеников. Также Вилинскому принадлежит первая теоретическую работа «Особенности структуры молдавской народной музыки». В том же году на базе Молдавской музыкальной капеллы был создан симфонический оркестр. При Комитете по радиовещанию был организован ансамбль народной музыки под руководством лэутара Г. Мурги. На 1930-е годы пришлась деятельность исполнительницы молдавских народных песен Е. П. Будак и камерного певца Г. С. Брюнера.
Н. Н. Вилинский написал кантату «Молдова» (1939), сюиты для симфонического оркестра, обработки молдавских народных песен; В. С. Косенко — «Молдавскую поэму» для симфонического оркестра (1937); Л. С. Гуров — «Дойну» для смешанного хора и фортепиано (1935), Симфонию № 1 (1938) по мотивам молдавского фольклора, обработки молдавских песен. Обработки молдавских мелодий создавали К. Ф. Данькевич и С. Д. Орфеев.
В 1937 году было образовано Молдавское отделение Союза композиторов УССР, в который вошли П. И. Бачинин, Г. И. Гершфельд, Д. Г. Гершфельд, В. Л. Поляков, А. П. Каменецкий. В. Л. Поляков написал первый молдавский балет «Иляна» («Старинная повесть») на либретто Ю. Сидоренко, симфоническую поэму «Молдавия», сюита на молдавские темы, «Молдавскую рапсодию» для скрипки с оркестром. Д. Г. Гершфельд написал танцевальную сюиту «Праздник урожая».

### Молдавская ССР
В 1940 году в Кишинёве были открыты государственная консерватория, филармония, музыкально-драматический театр, средняя музыкальная школа. В состав филармонии вошли симфонический оркестр, хоровая капелла «Дойна», а также группа эстрадных артистов. Осенью того же года была проведена первая олимпиада художественной самодеятельности. В 1940 году был организован джазовый оркестр под руководством Шико Аранова в годы Великой Отечественной войны выступал в воинских частях и госпиталях. На годы войны пришёлся плодотворный период творчества молдавского композитора Штефана Няги. В 1942 году он написал симфоническую сюиту «Молдавия», в 1943—44 гг. — «Дойну» для колоратурного сопрано в сопровождении фортепиано и концерт для скрипки и симфонического оркестра, в 1943 — «Поэму о Днестре», посвящённую борьбе молдавского народа против захватчиков. Ему же принадлежат хоровые произведения на стихи Емелиана Букова «Хора победы» и «Несём на знамёнах победу». В жанре патриотической песни работали Давид Григорьевич Гершфельд, С. Б. Шапиро и другие.
После войны возобновили свою деятельность музыкальные коллективы, началось бурное развитие музыки. Штефан Няга создаёт кантаты «Штефан Великий» (1945), «Бессарабцы» (1947), «Юбилейная» (1949), ораторию «Песнь возрождения» (1951). Евгений Кока создаёт струнные квартеты, симфоническую поэму «Кодрул» (1948), ораторию «Песнь о Котовском» (1950), композицию «Новая Дойна» для голоса с оркестром народных инструментов. Приобретают известность такие композиторы, как Л. С. Гуров, С. М. Лобель, В. Г. Загорский, В. Л. Поляков, А. П. Люксембург, Г. С. Няга, П. Б. Ривилис, Н. И. Маковей, Т. В. Кирияк.
В жанре инструментального концерта работают Д. Г. Гершфельд, Д. Г. Федов, М. Ш. Фишман, А. Б. Муляр, А. П. Люксембург, З. М. Ткач, Е. Д. Дога. Молдавские композиторы советского периода создают многочисленные рапсодии, сюиты, баллады, обработки молдавских народных песен, музыку для детей, романсы. Большое внимание уделяется развитию хорового искусства.
Не обойдены стороной жанры оперы и балета. Известность приобрела молдавская историко-легендарная опера «Грозован» (1956) Давида Гершфельда на либретто В. А. Руссо. Опера Гершфельда «Аурелия» (1958) посвящена защитникам родины в Великой Отечественной войне. Опера А. Г. Стырчи «Сердце Домники» (1960) повествует о борьбе подпольщиков Бессарабии за воссоединение с Советским Союзом. Э. Л. Лазарев создаёт оперы «Клоп» (1963) по пьесе Владимира Маяковского, «Революцией призванный» (1970), «Дракон» (1976) по сказке Евгения Шварца, радиоперу «Голуби в косую линейку» (1976). Признание публики получают балеты «Рассвет» В. Г. Загорского (1959), «Сломанный меч» (1959), «Призраки» (1959), «Антоний и Клеопатра» (1965), «Арабески» (1970) Э. Л. Лазарева, «Радда» Д. Г. Гершфельда (1975), «Перекрёсток» В. Г. Загорского (1974). Более 50 оперных и балетных постановок осуществил дирижёр и художественный руководитель Национальной Оперы в 1983—2003 гг. Александр Самуил.
В советский период большое внимание уделялось развитию музыкального образования. В 1963 году был создан государственный институт искусств имени Г. В. Музическу, работали три музыкальных училища, более 50 детских музыкальных школ, средняя специальная музыкальная школа-интернат.
Большой популярностью пользовались академический ансамбль народного танца «Жок», оркестр молдавских народных инструментов «Флуераш», ансамбли «Кодру», «Лэутарий», группы «Норок», «Контемпоранул», «Оризонт», «Плай».
Молдавию посещали такие выдающиеся музыкальные деятели, как Дмитрий Шостакович, Арам Хачатурян, Тихон Хренников, Святослав Рихтер и другие.

## Современная Молдова
Молдавская музыка имеет глубокие национальные традиции. В последние десятилетия получают развитие современные музыкальные направления — джаз, рок и метал. В стране и за её пределами становятся известными музыкальные рок-коллективы «Zdob şi Zdub» и «Гындул Мыцей», а также поп-певцы Аура, Рики Артезиану, группа O-Zone и др. Клеопатра Стратан — дочь молдавского певца Павла Стратана, занесена в Книгу рекордов Гиннесса как самая молодая эстрадная певица. Начала выступать на сцене в 2006 году в возрасте трёх лет. В последние годы Молдова участвует в конкурсе песни «Евровидение». В 2005 и 2011 годах за Молдову выступала группа «Zdob şi Zdub», в 2006 — Наталия Гордиенко и Арсениум, в 2007 — Наталья Барбу, в 2008 — Джета Бурлаку.
В Кишинёве каждый год проходит международный фестиваль оперного и балетного искусства «Приглашает Мария Биешу» («Vă invită Maria Bieşu»). Фестиваль проводится с начала 1990-х гг. и его организатором является известная молдавская оперная певица — Мария Биешу. Ежегодно лучшие оперные певцы, солисты балета, дирижёры, из России, с Украины, из Болгарии, Италии, Франции, Австрии, США и других стран приезжают в Кишинёв, чтобы участвовать в этом фестивале.
С 2002 года каждый сентябрь в городе проводится фестиваль «Ethno-Jazz», на котором выступают джазовые коллективы из Молдовы, России, Израиля, Польши, Германии, Индии и других стран.
В 2004 году состоялся первый рок-фестиваль «Старый мельник» и с тех пор стал ежегодным событием. Фестиваль организуется пивными компаниями Молдовы и России. На фестиваль приглашаются рок-коллективы из России и Молдовы, в их числе «Ва-БанкЪ», «Сплин», «Браво», «Ногу Свело», «Пилот», «Ночные снайперы», «Конец фильма» и другие. В 2006 году фестиваль посетило около 40 тысяч человек, что в два раза больше, чем в прошлом.
В 2008 году Министерство культуры Молдовы запретило артистам пользоваться фонограммой на официальных концертах, проводимых на государственные деньги. Организаторы коммерческих концертов в случае использования фонограммы обязаны сообщать об этом в афишах мероприятий.
Каждую весну во многих городах Молдовы проходит международный музыкальный фестиваль «Мэрцишор», на котором с концертами выступают исполнители и ансамбли лёгкой и народной музыки, оперетты, вокально-инструментальные и джазовые коллективы.

## Народная музыка
В молдавской народной музыке наиболее распространены диатонические лады: дорийский (часто с повышенной 4-й ступенью), ионийский, миксолидийский, фригийский, эолийский, гармонический и дважды гармонический минор, различные переменные лады. Также встречаются лады, которые включают один или два полуторатоновых интервала, и уменьшённый лад. В инструментальной музыке встречаются хроматизмы. Важное место в молдавском народном творчестве занимают колинды, где преобладают архаичные ладовые структуры. Музыка колинд, наряду с танцевальной музыкой, имеет древнее происхождение, восходящее к эпохе синкретизма.
Особенностью молдавской музыки является ладовая переменность. Наиболее распространён мажоро-минор, чуть менее миноро-мажор. Если при мажоро-миноре произведение обычно начинается в мажоре и кончается в миноре, то при минорно-мажорной системе в мажор представляет собой временное отклонение от основной тональности, когда произведение начинается и заканчивается в миноре.
Присутствуют в молдавской музыке и такие формы, как бочет (причитание) и городской романс, пришедший в Молдову в конце XVIII века. Богато народное творчество и инструментальными мелодиями, которые выполняют функцию сопровождения к танцу, а зачастую являются и самостоятельными художественными произведениями.
В советское время становятся популярными ансамбли «Мэрцишор», «Кодру», «Чобэнаш», «Чокырлия» и Валентина Кожокару, Сергей Лункевич, Константин Москович, Николае Сулак, Тамара Чебан. Народные песни исполняют также София Ротару и Надежда Чепрага.
Среди современных исполнителей народной музыки следует выделить Василия и Виталия Адваховых, Дойну Арсене, Арсения Ботнару, Сергея Бэлуцела, Валентина Голомоза, Зинаиду Жуля, Василе Иову.
С 2005 года во многих населённых пунктах Молдовы работает радио «Норок» (рум. Noroc), транслирующее народную музыку.

## Танцы
Особое место занимает молдавская танцевальная музыка — живая, динамичная и зажигательная. Молдавские народные танцы являются неотъемлемым атрибутом праздника, свадьбы, кумэтрии. Название популярного танца жок даже стало обозначением массового народного гулянья. Среди распространённых танцев следует отметить булгэряску и молдовеняску с музыкальным размером 2/4 со счётом на 2, в композиционной структуре которого преобладает форма рондо (запев — припев), и хороводные сырбу, оляндру и хору. Музыкальные формы народных танцев можно встретить в произведениях современных молдавских поп- и рок-артистов.
Дмитрий Кантемир в своём «Описании Молдавии» (1714) писал:

"У молдаван характер танцев совсем иной, чем у других народов, ибо танцуют они не по двое или по четверо, как у французов и поляков, но в танцах принимают участие сразу много лиц, образуя круг или длинный ряд, причём танцуют больше на свадьбах. Когда все, взявшись за руки, пляшут в кругу, двигаясь мерным и стройным шагом справа налево, то такой танец называется хора (Chora). Когда же, встав в длинный ряд и взяв друг друга за руки [159] так, чтобы края ряда оставались свободными, идут кругом с различными поворотами, то такой танец обычно называется польским словом данц (Dancz).
На свадьбах, перед тем как пастырь благословит брачующихся, торжественно танцуют во дворе и на улице в два ряда — один состоит из женщин, другой — из мужчин. Во главе каждого ряда стоит выборный вожак, человек пожилой и уважаемый, который держит в руке посох, окрашенный в золотой или другой цвет, конец которого повязан платком фригийской работы. При первом движении вперёд один вожак ведёт танцующих справа налево, а другой — слева направо так, чтобы ряды были обращены лицом друг к другу. Затем — в обратном порядке, повернувшись спинами друг к другу. Наконец, каждый ряд кружится в замысловатых поворотах и, чтобы не спутаться, так медленно, что едва можно заметить их движение. В каждом ряду танцующие занимают места согласно степени своего достоинства. Жены и дочери бояр занимают места соответственно положению своих мужей и отцов, но первое место всегда занимает вожак танца, второе — дружка, третье — жених. Такое же место в ряду женщин занимают дружка и невеста, хотя бы по своему положению они были гораздо ниже. После венчания оба ряда перемешиваются так, что женатый держит руку своей жены а неженатый — руку девушки, равной ему по положению, и так кружатся и вертятся в кругу. Иногда танец движется в виде треугольника, или в виде четырёхугольника, или в виде овала, или в виде другой неправильной фигуры в зависимости от желания и искусства вожака.
Кроме таких танцев, во время празднеств существуют ещё другие, связанные с суевериями, которые должны составляться из семи, девяти, одиннадцати и вообще нечётного числа танцующих. Эти танцоры называются кэлушари. Собираются они один раз в год, одевшись в женские платья, на головы надевают венки, сплетённые из листьев полыни и украшенные другими цветами, и, чтобы их нельзя было узнать, говорят женскими голосами и накрывают лицо белым платком. Держат в руках обнажённые мечи, которыми могут пронзить любого простого смертного, если он осмелится снять покрывало с их лица. Это право даёт им древний обычай, так что никто не может быть обвинён за это в убийстве человека. Предводитель такой группы танцоров называется старица, его помощник — примицерий. На обязанности последнего лежит спрашивать у старицы, какой танец он собирается начать, и незаметно сообщить об этом остальным танцорам, чтобы народ не узнал названия пляски до того, как увидит её собственными глазами, так как у них имеется более ста музыкальных мотивов, по которым составлены танцы. Некоторые из них настолько мастерски исполняются, что плясуны едва касаются земли и как будто летают по воздуху. Танцуя и прыгая так, они обходят города и села в непрерывных плясках в течение десяти дней между Вознесением Господним и Святой Троицей…

## Музыкальные инструменты
К духовым инструментам, используемым для исполнения народной музыки, относятся бучум, кавал, най, тарагот, тришка, вентильный тромбон, труба, чимпой, флуер; к струнным — виолончель, кобза, контрабас, скрипка, цимбалы; к ударным — барабан. В прошлом были распространены бухай, дайря, дрымба, лэута, сурла, трымбица, тумбелик.
- Цимбалы
- Кобза
- Чимпой (волынка)
- Най
- Флуер